# Campiglossa trinotata
Campiglossa trinotata är en tvåvingeart som först beskrevs av Foote 1979.  Campiglossa trinotata ingår i släktet Campiglossa och familjen borrflugor.
Artens utbredningsområde är Guatemala. Inga underarter finns listade.